# Sheng-yen
Sheng-yen (Shanghai, ~ 1931 - Taipei, 3 februari 2009) was een van de bekendste leraren van het zenboeddhisme. Meester Sheng-yen was de 57e generatie van de Linji-school (Japans: Rinzai-school).
Sheng-yen werd op dertienjarige leeftijd monnik. In 1949 vluchtte hij vanwege de communistische machtsovername naar Taiwan. De jaren tussen 1961 en 1968 bracht hij in eenzame retraite door. In 1971 behaalde hij een masters en in 1975 een doctoraat in de boeddhistische literatuur in Japan. In 1979 werd hij abt van het Nung Ch'an Klooster in Taiwan en in 1980 stichtte hij het Instituut van Chung-Hwa Boeddhistische Cultuur in New York.
In de jaren '80 gaf hij vaak les in de Verenigde Staten. Ook bezocht hij veel landen in Europa en Azië. Op deze wijze probeerde hij een brug te slaan tussen de oosterse en de westerse wereld en trachtte hij de Dharma (de leer/natuurwet van Boeddha) naar het Westen te brengen. Sheng-yen heeft vele westerse studenten gehad, onder wie de Britse etholoog en socioloog John Crook. Hij overleed op 79-jarige leeftijd.